# Itaru Hinoue
Itaru Hinoue (jap. 樋上 いたる Hinoue Itaru) – japońska artystka, ilustratorka powieści wizualnych i współzałożycielka studia Key. Podczas pracy w studiu Tactics opracowała projekty postaci do gier Dōsei, Moon. i One: Kagayaku kisetsu e. W studiu Key była dyrektorką artystyczną gier Kanon, Air, Clannad, Little Busters!, Rewrite i Harmonia. W 2016 roku opuściła studio, aby zostać niezależną artystką.

## Życiorys
W szkole średniej Itaru Hinoue czytała mangę Ranma ½ autorstwa Rumiko Takahashi, która stanowiła inspirację dla jej pierwszych rysunków. W szkole technicznej rozpoczęła naukę w kierunku zostania mangaką, jednak po zapoznaniu się z powieścią wizualną dla dorosłych Dōkyūsei postanowiła rozpocząć karierę w branży gier komputerowych. Hinoue rozpoczęła pracę w 1996 roku, tworząc grafiki do powieści wizualnej Tamago ryōri studia Bon Bin Pompon, ale wkrótce później została zatrudniona w studiu Tactics, należącym do wydawcy gier komputerowych Nexton. Była dyrektorką artystyczną trzech gier tego studia: Dōsei, Moon. i One: Kagayaku kisetsu e. Po zakończeniu prac przy One Hinoue i kilku innych twórców tych gier, w tym Jun Maeda, Shinji Orito, Naoki Hisaya i OdiakeS opuścili Tactics, aby pracować dla firmy wydawniczej Visual Arts, pod której skrzydłami założyli własne studio, Key. Hinoue pełniła funkcję jedynej dyrektorki artystycznej i projektantki postaci przy trzech pierwszych produkcjach studia: Kanon, Air i Clannad.
Hinoue wielokrotnie uczestniczyła w targach Comiket, sprzedając swoje prace w ramach koła dōjin o nazwie „Soldier Frog”. Oprócz pracy w studiu Key, w 2006 była dyrektorką artystyczną w powieści wizualnej yaoi Bokura wa minna, koi o suru stworzonej przez studio Pekoe należące do firmy Visual Arts. W 2007 Hinoue opracowała projekt mundurków i jeden projekt postaci do 5-częściowego moe słuchowiska dla dorosłych o nazwie School Heart’s wydanego pod marką Mana, również należącą do Visual Arts.
W grze Little Busters!, stworzonej przez studio Key i wydanej w lipcu 2007 roku, Hinoue objęła stanowisko dyrektora artystycznego wspólnie z artystą Na-Ga. Przy dziewiątej grze studia Key, Rewrite, Hinoue odpowiadała za planowanie projektu, a także była jedyną dyrektorką artystyczną i projektantką postaci. Podczas 87. targów Comiket w 2014 roku firma Visual Arts wydała powieść wizualną Holy Breaker!, stworzoną pod marką „HINOUE ITARU design office”, w której Hinoue zaprojektowała wygląd postaci. Jej sequel ukazał się rok później podczas 89. targów Comiket. Hinoue została ponownie dyrektorką artystyczną i projektantką postaci w studiu Key przy produkcji gry Harmonia wydanej w 2016 roku.
W sierpniu 2016 roku ukazała się light novel Yūto Tonokawy, Farewell,ours, z ilustracjami Hinoue. W następnym miesiącu artystka poinformowała o zakończeniu pracy dla Visual Arts i opuszczeniu studia Key. W wywiadzie dla Animate Times stwierdziła, że po prawie 20 latach rysowania mundurków szkolnych chce zająć się pracami o tematyce fantasy i horrorami, dlatego zdecydowała się zostać niezależną artystką. Kolejnymi grami, do których wykonała projekty postaci i ilustracje były wydane w 2018 roku Koropokkur in Love: A Little Fairy’s Tale amerykańskiej firmy MangaGamer oraz Haruka Drive! japońskiego studia Muffin.

## Odbiór
Wraz z wydaniem gry Clannad, w kwietniu 2004 roku, dwie ilustracje autorstwa Hinoue z jej autografem zostały wystawione na aukcji w japońskim serwisie Yahoo! Auction. Pierwsza z nich została sprzedana za 479 tysięcy jenów, a druga za 531 tysięcy jenów. Koszulka z autografem zawierająca wykonaną przez Hinoue ilustrację Yuiko Kurugayi, jednej z bohaterek Little Busters!, została w marcu 2009 roku wystawiona na aukcji w Yahoo! Auction i sprzedana za 1,3 mln jenów.
28 lutego 2009 roku, podczas Key 10th Memorial Fes, sprzedawana była limitowana edycja artbooka z ilustracjami Hinoue. Książka o nazwie White Clover: Itaru Hinoue Art Works zawierała ponad 170 ilustracji przedstawiających głównie bohaterki z powieści wizualnych studia Key, a także inne prace Hinoue m.in. z gry One: Kagayaku kisetsu e. Artbook trafił do ogólnej sprzedaży 26 czerwca 2009 roku ze zmienioną okładką.
W 2013 roku w Osace odbyła się pierwsza indywidualna wystawa prac Hinoue. Tematem przewodnim były ilustracje związane z grami Clannad i Little Busters!. Druga wystawa odbyła się w 2016 roku w Tokio, a prezentowano na niej głównie nowsze ilustracje z Rewrite i Holy Breaker!.
1 maja 2016 roku, podczas Character1 2016, sprzedawany był artbook Hinoue Itaru Works 2009-2016 z ilustracjami artystki.